# Завидовичи (община, Босния и Герцеговина)
Община Завидовичи (босн. и хорв. Opština Zavidovići, серб. Општина Завидовичи) — боснийская община, расположенная в центральной части Федерации Боснии и Герцеговины. Административным центром является город Завидовичи.

## Население
По данным переписи населения 1991 года, в общине Завидовичи проживали 57164 человека в 55 населённых пунктах. По оценке на 2009 год население общины составляет 38027 человек.

## Населённые пункты
Аличи, Байвати, Билячичи, Боровница, Бранковичи, Црнево, Чардак, Чиновичи, Дебело Брдо, Дишица, Долац, Долина, Доня-Ловница, Доньи-Юнузовичи, Доньи-Луг, Драговац, Дубравица, Джебе, Гаре, Горня-Ловница, Горне-Село, Горни-Юнузовичи, Горни-Луг, Гостовичи, Хайдеровичи, Хрге, Каменица, Карачич, Кривая, Кучице, Лиевча, Махое, Майдан, Милевичи, Митровичи, Мустайбашичи, Осьечани, Осова, Перовичи, Подволуяк, Потклече, Предражичи, Прилук, Рибница, Риджали, Руйница, Скрозе, Суха, Свиняшница, Виниште, Возуча, Врбица, Вукмановичи, Вуковине, Завидовичи.